# Lathrostizus alpicola
Lathrostizus alpicola är en stekelart som beskrevs av Horstmann 2004. Lathrostizus alpicola ingår i släktet Lathrostizus och familjen brokparasitsteklar. Inga underarter finns listade i Catalogue of Life.